# Agnsjön (Håcksviks socken, Västergötland)
Agnsjön är en sjö i Svenljunga kommun i Västergötland och ingår i Ätrans huvudavrinningsområde.